# کلی رورباک
کلی رورباک (به انگلیسی: Kelly Rohrbach) (زاده ۲۱ ژانویه ۱۹۹۰) مانکن و هنرپیشه آمریکایی است.
از فیلم‌های معروف او می‌توان به بازی در فیلم گارد ساحلی اشاره کرد.